# Big Love (Black Eyed Peas)
Big Love è un singolo del gruppo musicale statunitense Black Eyed Peas, pubblicato il 12 settembre 2018 come terzo estratto dal settimo album in studio Masters of the Sun Vol. 1.

## Descrizione
La canzone parla non solo di uguaglianza sociale, ma anche di controllo delle armi, argomento più che mai caldo negli Stati Uniti d'America.

## Video musicale
Il video è stato reso disponibile il 21 settembre 2018 attraverso il canale YouTube del trio ed è un cortometraggio di circa dieci minuti suddiviso in due parti. La prima riguarda il massacro della Columbine High School, mentre la seconda metà è incentrata sulla riforma del presidente Donald Trump riguardo alla divisione delle famiglie migranti.

## Tracce
Testi e musiche di will.i.am, Anders Grahn, James Flannigan, Aeon "Step" Manahan, Taboo, Joshua "Mooky" Alvarez, apl.de.ap e Benjamin "Benyad" Mor.
Download digitale
1. Big Love – 4:37

CD promozionale (Francia)
1. Big Love (Radio Edit) – 4:02
2. Big Love (Album Version) – 4:33

## Formazione
Hanno partecipato alle registrazioni, secondo le note riportate sul sito ufficiale dei Black Eyed Peas:
Gruppo
- will.i.am – voce
- Apl.de.ap – voce
- Taboo – voce

Altri musicisti
- Jessica Reynoso – voce
- Sonofsteve – voce

Produzione
- will.i.am – produzione esecutiva, direzione artistica, registrazione, ingegneria del suono, produzione, tracker
- Dylan "3-D" Dresdow – coordinazione alla produzione, registrazione, ingegneria del suono, missaggio, mastering, tracker
- Padraic "Padlock" Kerin – coordinazione alla produzione, registrazione, ingegneria del suono
- Eddie Axley – direzione artistica, design logo, grafica
- Cody Achter – design logo, grafica
- Po Shao Wang – grafica
- Monika Arechavala – grafica
- Josh Ramos – coordinazione aggiuntiva alla produzione
- Edgar Sinio – tracker